# Gustav De Waele
Gustav De Waele (nascido em 28 de março de 2008) é um ator belga.

## Biografia
Aos 14 anos, Gustav atuou em Close, de Lukas Dhont, como Rémì. Durante um acampamento de teatro de verão, ele foi recomendado pelo amigo de Dhont, Oliver Roels, para o elenco do filme.  Close foi inscrito pela Bélgica na 95ª edição do Oscar na categoria Melhor Longa-Metragem Internacional  e acabou sendo indicado. 

## Links externos
- Gustav De Waele. no IMDb.